# Attichitcuk
Attichitcuk es un personaje de la serie de películas la Guerra de las Galaxias.
Attichitcuk era un líder wookiee de gran transcendecia para su planeta nativo Kashyyyk. Fue el padre del valiente Chewbacca y durante las Guerras Clon luchó para defender su mundo de los separatistas de la Confederación de Sistemas Independientes.
Se conoce como el colonizador de Alaris Prime, un lejano mundo, donde los wookiees florecieron con el paso del tiempo. Los últimos días de su vida, Itchy (Attichitcuk) vivió junto con su nuera (Mallatobuck) y su nieto (Lumpawarrump).
- Datos: Q8208841